# Juan Cristóbal Nápoles Fajardo
Juan Cristóbal Nápoles Fajardo, más conocido como El Cucalambé, (Las Tunas, Cuba, 1 de julio de 1829 - ¿finales de 1861?), poeta cubano nacido en Victoria de las Tunas. Famoso por su obra El Cucarambó. Se dedicó a la poesía popular y al cuento costumbrista. Otra de sus importantes obras fue Rumores del hórmigo de 1856, elaborado en décimas guajiras.

## Vida personal
Nació en Victoria de Las Tunas (actualmente Provincia de Las Tunas), un poblado fundamentalmente agrícola y ganadero, el 1 de julio de 1829. Sus padres eran Manuel Agustín Nápoles Estrada y Antonia María Fajardo, una familia de ricos terratenientes, que poseían un ingenio llamado El Cornito en las afuera de la ciudad. Residió ahí hasta los 29 años.
Juan Cristóbal fue educado por su abuelo materno. Desde pequeño tuvo talento para la poesía, por lo que su abuelo le dio a conocer los autores clásicos como Homero, Virgilio y Horacio. Igualmente, su abuelo le enseñó sobre la literatura clásica española, y de los poetas cubanos Zequeira y Rubalcava. Sin embargo, fue su hermano Manuel quien lo inició en la poética y la retórica.
Durante su vida como poeta y repentista, también desempeñó a la par algunos otros oficios como periodista, editor, dramaturgo y pagador de obras públicas. Compartió su vida sentimental con Isabel Rufina Rodríguez Acosta.

## Obra poética
Nápoles Fajardo publicó sus primeras décimas guajiras en 1845 en el periódico El Fanal de la entonces Villa de Santa María de Puerto Príncipe, actual ciudad de Camagüey. Luego colaboró con La Piragua, órgano del grupo siboneyista, por ello se dice que fue un genuino representante del siboneyismo y el criollismo en la poesía cubana.
En 1856 publicó su poemario titulado Rumores del hórmigo, considerado un clásico de la lírica en la isla caribeña. Participó en la conspiración independentista de Agüero en 1851 y en otras posteriores.
Presentó en 1859 su obra teatral Consecuencias de una falta, drama en cuatro actos escritos en verso. No solo escribió décimas, sino también sonetos, letrillas, epigramas y romances.

## Desaparición física
Vivía en Santiago de Cuba cuando desapareció sin dejar rastro, hacia finales de 1861, a los 32 años. Hay varias teorías sobre su misteriosa desaparición, pero la más aceptada actualmente es la del suicidio.

## Legado
En 1886 se publicó póstumamente una colección de sus poesías inéditas. En 1974 se editó en Cuba el volumen Poesía Completa sobre su obra.
Actualmente, en la antigua residencia de la familia Nápoles y Fajardo, se reúnen los poetas y los músicos para interpretar sus obras. En ese lugar, se encuentra el motel campestre El Cornito, donde pasó la mayor parte de su vida el más conocido cantor de la espinela en el siglo XIX Cuba.
Se dio a conocer en vida como El Cucalambé. Según el ensayista y poeta Carlos Tamayo Rodríguez, dicha palabra significa cierto baile de negros.
- Datos: Q20016416